# 짐 도일
제임스 에드워드 도일 주니어(James Edward Doyle Jr., 1945년 11월 23일 ~ )은 미국의 정치인으로 제44대 위스콘신주 주지사이다.

## 학력
- 위스콘신 대학교 매디슨 인문사회 학사
- 하버드 대학교 법무박사

## 경력
- 1977.01 ~ 1982.01 데인 카운티 지방 검사
- 1991.01 ~ 2003.01 제41대 위스콘신 법무장관
- 2003.01 ~ 2011.01 제44대 위스콘신 주지사

## 역대 선거 결과
| 선거명      | 직책명            | 대수 | 정당   | 득표율 | 득표수      | 결과 | 당락                     |
| ----------- | ----------------- | ---- | ------ | ------ | ----------- | ---- | ------------------------ |
| 1990년 선거 | 위스콘신 법무장관 | 41대 | 민주당 | 50.87% | 687,283표   | 1위  | 위스콘신주 법무장관 당선 |
| 1994년 선거 | 위스콘신 법무장관 | 41대 | 민주당 | 52.52% | 805,334표   | 1위  | 위스콘신주 법무장관 당선 |
| 1998년 선거 | 위스콘신 법무장관 | 41대 | 민주당 | 64.86% | 1,111,773표 | 1위  | 위스콘신주 법무장관 당선 |
| 2002년 선거 | 위스콘신 주지사   | 44대 | 민주당 | 45.09% | 800,515표   | 1위  | 위스콘신 주지사 당선     |
| 2006년 선거 | 위스콘신 주지사   | 44대 | 민주당 | 52.70% | 1,139,115표 | 1위  | 위스콘신 주지사 당선     |